# Myčka

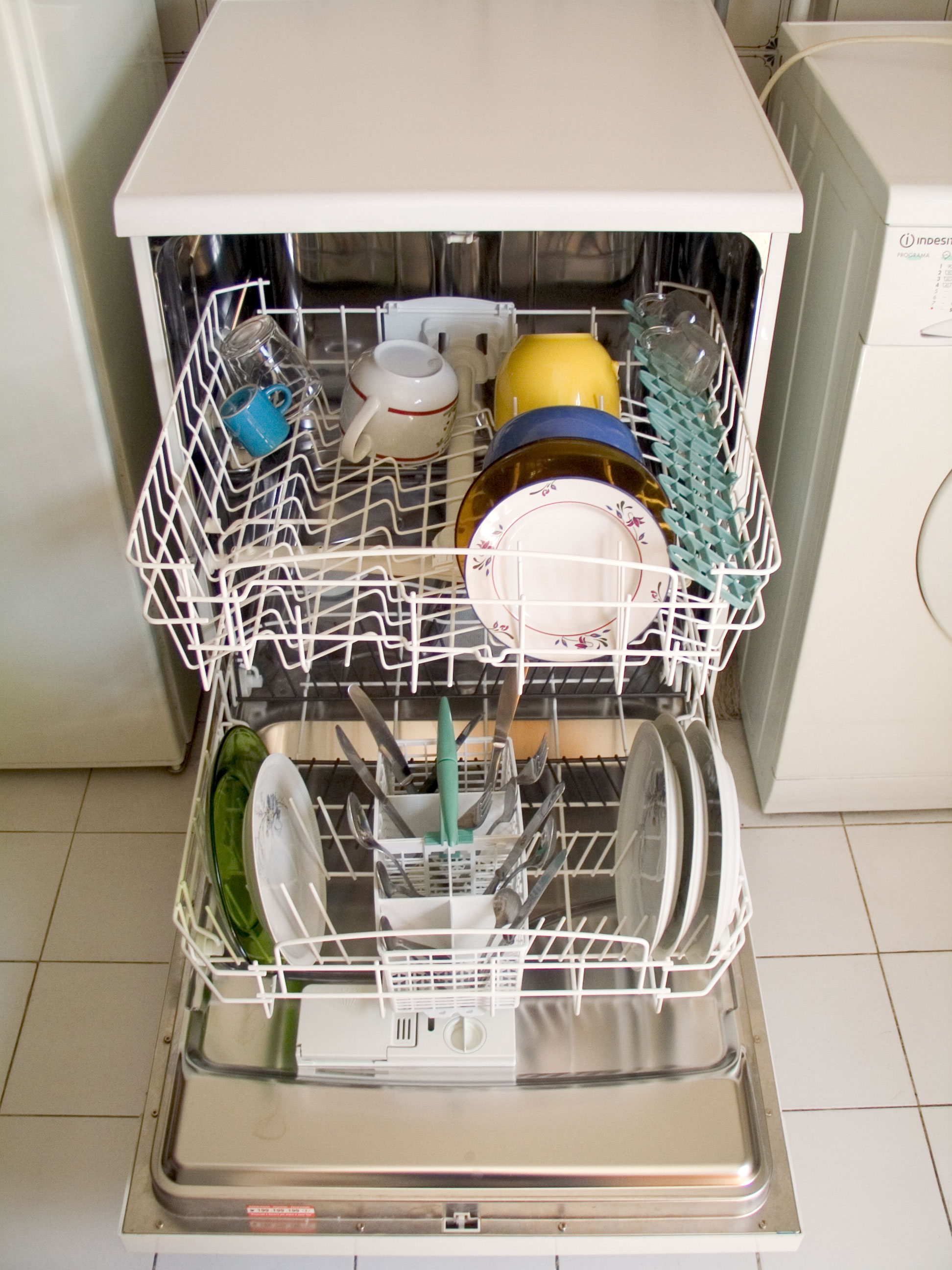
Otevřená myčka nádobí

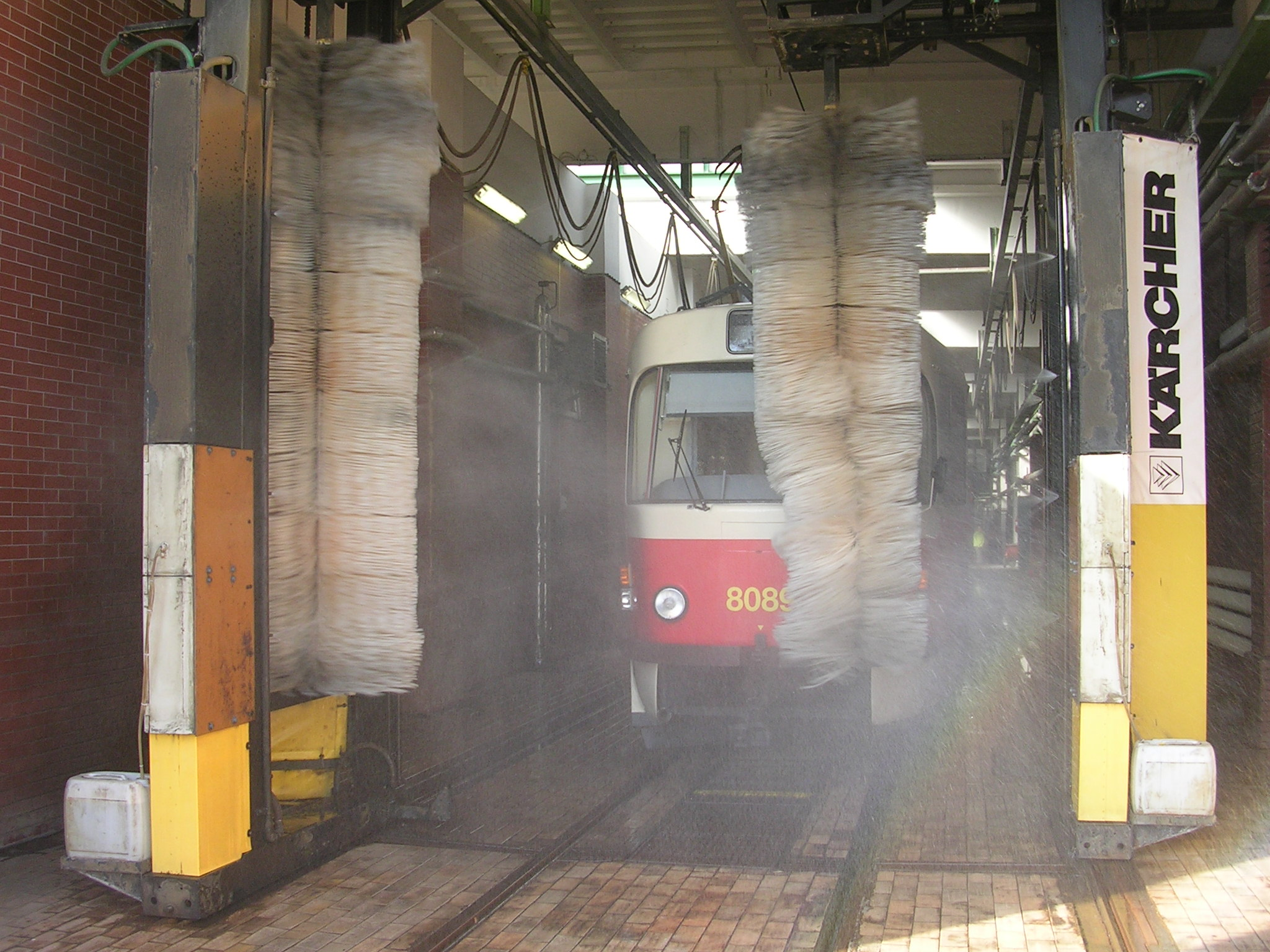
Myčka tramvají

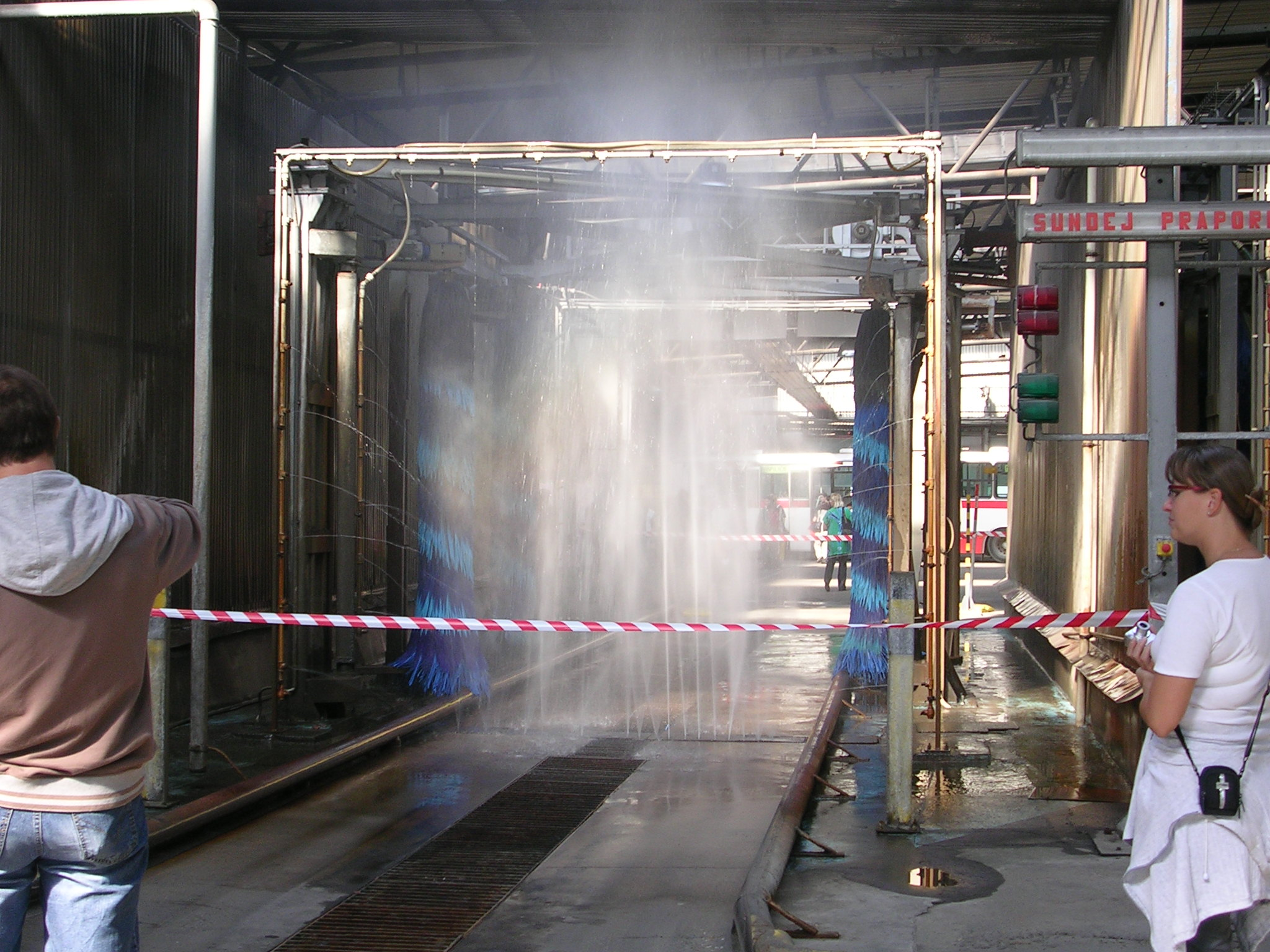
Myčka autobusů

Myčka je obecné pojmenování pro technické zařízení, které slouží k umývání respektive k odstraňování nečistot z povrchu různých předmětů (těles) praktické denní potřeby. V domácnostech se obvykle jedná o myčky určené pro umývání nádobí. V dopravě se můžeme běžně setkat s myčkami automobilů a jiných silničních vozidel (někdy též zvané mycí linky), existují i myčky kolejových vozidel (např. železničních vozů či tramvají). Myčka lahví a myčka přepravek jsou stroje řazené v plnicích linkách pro plnění nápojů do vratných skleněných lahví. Zajišťují hygienu a kvalitu plněného nápoje. Stroje v plnicích linkách jsou plně automatizované a jejich chod je synchronizován s ostatními stroji v lince.
Zařízení s podobným účelem pro praní prádla se nazývá automatická pračka.